# Nedo Nadi
Nedo Nadi (n. 9 iunie 1894, Livorno, Italia – d. 29 ianuarie 1940, Portofino, Liguria, Italia) a fost un scrimer italian care a practicat cele trei arme. A fost unul dintre cei mai titrați scrimeri din istorie, fiind laureat cu șase medalii de aur olimpice, inclusiv cinci la cele trei arme la Jocurile Olimpice de vară din 1920. Fratele cel mai mic, Aldo, a fost și el un mare campion la scrimă.

## Carieră
S-a născut la Livorno, în regiunea Toscana, unde tatăl său, maestrul Giuseppe „Beppe” Nadi, înființase clubul „Fides”. Din naștere tatăl s-a hotărât să facă din fiul său cel mai bun scrimer din lume. De la vârsta de șase ani a primit Nedo două lecții pe zi. În primele luni a trebuit să repete mișcările, dar nu era autorizat să practice cu alți băieți. Apoi a trebuit să se antreneze numai cu cei mai buni trăgători ai clubului. Fratele cel mai mic, Aldo, a avut parte de aceeași soartă. Pentru că tatălui lor nu-i plăcea spada, o armă „nedisciplinată” potrivit acestuia, fratele Nadi a practicat-o singur, în secret.
Când avea 12 ani a câștigat Nedo campionatul italian la floretă. În anul 1909 a obținut aurul la cele trei arme într-un turneul internațional organizat în Austria. Astfel a fost poreclit „Mozartul scrimei” de presa locală. La vârsta de 18 ani a participat la Jocurile Olimpice din 1912 de la Stockholm, boicotate de francezii din cauza unui litigiu cu privire la regulamentul. După o călătorie lungă cu trenul la clasa a doua, din lipsă de bani, a ajuns la destinație suferind de o bronșită. El a creat o surpriză, cucerind medalia de aur la floretă individual – proba de floretă pe echipe nu s-a disputat la această ediție. În timpul probei de sabie era epuizat și s-a clasat pe locul 5. Nu a participat la proba de spadă din cauza unei infecții la ureche.
În anul 1913 a fost invitat la București, unde a fost prezentat familiei regale de Printul Carol, care era el însuși un scrimer. Regele Ferdinand a fost încântat de tânărul sportiv și i-a cerut să rămână în România pentru a-i da lecții lui Carol. În ciuda faptului că Nadi a refuzat, Regele Ferdinand a păstrat legătura, trimițându-i pachete de mâncare în timpul Primului Război Mondial, în care Nadi a luptat ca locotenent în Regimentul 14 Călărași „Alessandria”. Pentru bravura sa a fost decorat de trei ori. Totuși, a fost mustrat după ce s-a arătat prietenos cu un prizonier austriac, care era și el un scrimer.
După război s-a întors la sala de scrimă. A participat la Jocurile Inter-Aliate din 1919, unde a fost laureat cu aur la floretă individual și la sabie pe echipe, și cu argint la floretă pe echipe. La Jocurile Olimpice de vară din 1920 de la Anvers a beneficiat de absența țărilor învinse, în special a Ungariei. S-a înscris la toate probele și a câștigat cinci medalii de aur: titlul olimpic pe echipe la cele trei arme și medalia de aur atât la floretă, cât și la sabie individual. Recordul său a rezistat până la Olimpiada din 1972, unde înotătorul Mark Spitz a cucerit șapte medalii de aur. A fost și singurul italian campion olimpic la sabie până la Olimpiada din 2004, unde Aldo Montano a luat aurul.
După Jocurile de la Anvers a devenit maestru de scrimă la clubul tatălui. Neinteresat de politică, a fost amenințat de Cămășile negre pentru că refuza să arboreze drapelul fascist, făcând chiar obiectul unor proiecte de ambuscadă care au fost dejucat de soția sa. În cele din urmă, aceasta i-a scris secretarului lui Mussolini, care era un fost scrimer. Comisarul de poliție local a fost transferat imediat și a fost găsit asasinat câteva zile mai târziu. În anul 1929 Nadi a fost invitat de Mussolini. Il Duce i-a solicitat să se mute în Roma și să-i învețe pe ambii săi fii. Nadi a refuzat și s-a mutat în Buenos Aires, unde a lucrat la Jockey Club ca maestru de scrimă. Totuși, s-a întors în 1931, unde și-a regăsit statutul de amator. A fost ales președintele Federației Italiane de Scrimă și a devenit antrenor principal lotului italian, cu un salariu extravagant. Purtând o cămașă neagră, a fost căpitanul echipelor italiene la Jocurile Olimpice din 1932 și la cele din 1936.
A murit în 1940, la vârsta de 45 de ani, în urmă unei hemoragii cerebrale. În anul 2013 a fost inclus în „Hall of Fame-ul” scrimei de către FIE.

## Legături externe
Materiale media legate de Nedo Nadi la Wikimedia Commons
- en Nedo Nadi la Olympedia.org